# Neznělá velární ploziva
Neznělá velární ploziva je souhláska, která se vyskytuje v některých jazycích. V mezinárodní fonetické abecedě se označuje symbolem k, číselné označení IPA je 109, ekvivalentním symbolem v SAMPA je k.

## Charakteristika
- Způsob artikulace: ražená souhláska (ploziva). Vytváří se pomocí uzávěry (okluze), která brání proudění vzduchu a je posléze uvolněna, čímž vzniká zvukový dojem – od toho též označení závěrová souhláska (okluziva).
- Místo artikulace: zadopatrová souhláska (velára). Uzávěra se vytváří mezi hřbetem jazyka a měkkým patrem.
- Znělost: neznělá souhláska – při artikulaci jsou hlasivky v klidu. Znělým protějškem je g.
- Ústní souhláska – vzduch prochází při artikulaci ústní dutinou.
- Středová souhláska – vzduch proudí převážně přes střed jazyka spíše než přes jeho boky.
- Pulmonická egresivní hláska – vzduch je při artikulaci vytlačován z plic.

## V češtině
V češtině se tato hláska zaznamenává písmenem K, k.

## V jiných jazycích

### Slovenština
Ve slovenštině se tato hláska zapisuje písmenem K/k, např. konať (konat).

### Angličtina
V angličtině se tato hláska zapisuje písmenem K/k, např. look ((po)dívat se), na začátku slov se vyslovuje s přídechem, např. kind (milý, laskavý).
Někdy se tak také píše C/c, např. corn (kukuřice), případně kombinace obou těchto písmen ck např. duck (kachna).

### Francouzština
Ve francouzštině se tato hláska zapisuje písmenem K/k, které se však objevuje jen v některých slovech cizího původu. Také C/c se takto vyslovuje, pokud nestojí před e nebo i (y), např. capable (schopný). Jako neznělá velární ploziva se vyslovuje též Q/q, např. qui (kdo).

### Španělština
Ve španělštině se tato hláska zapisuje písmenem K/k, které se však objevuje jen ve slovech cizího původu. Také C/c se takto vyslovuje, pokud nestojí před e nebo i, např. cómo (jak). Jako neznělá velární ploziva se vyslovuje též Q/q (po této hlásce však může následovst jen -ue nebo -ui), např. izquierda (vlevo).

### Portugalština
V portugalštině se tato hláska zapisuje písmenem K/k, které se však objevuje jen ve slovech cizího původu. Také C/c se takto vyslovuje, pokud nestojí před e nebo i, např. capaz (schopný). Jako neznělá velární ploziva se vyslovuje též Q/q, např. esquerda (vlevo).

### Grónština
V grónštině se tato hláska zapisuje písmenem K/k, např. marluk (dva). V grónštině se také vyskytuje dlouhá forma této hlásky [kː], která se zapisuje jako Kk/kk, např. přípona -kkit, která znamená „já tebe“ nebo „já tobě“.